# Anritsu
Anritsu este o companie producătoare de echipamente telecom din Japonia.
Compania produce echipamente de testare și măsurare a rețelelor de mare viteză.
În octombrie 2010, Anritsu Corporation avea la nivel mondial aproape 3.600 de angajați, iar între aprilie 2009 și martie 2010 a avut afaceri de aproximativ 640 de milioane de euro.

## Istorie
În 1895, în Japonia, a fost fondată compania Sekisan-sha, primul predecesor al companiei Anritsu. A urmat compania Annaka Electric, care producea emițătoare fără fir și primul serviciu de telefonie wireless din lume și primul telefon public automat din Japonia. Corporația Anritsu s-a format prin fuziunea a două companii, Annaka și Kyoritsu Electric, în 1931. În 1990, Anritsu a achiziționat compania Wiltron din Statele Unite. În prezent, Grupul Anritsu este compus din Anritsu Corporation, Anritsu Engineering, Anritsu Infivis, Anritsu Devices și Anritsu Networks. Filiala americană a corporației Anritsu este furnizor al Departamentului Apărării al Statelor Unite.

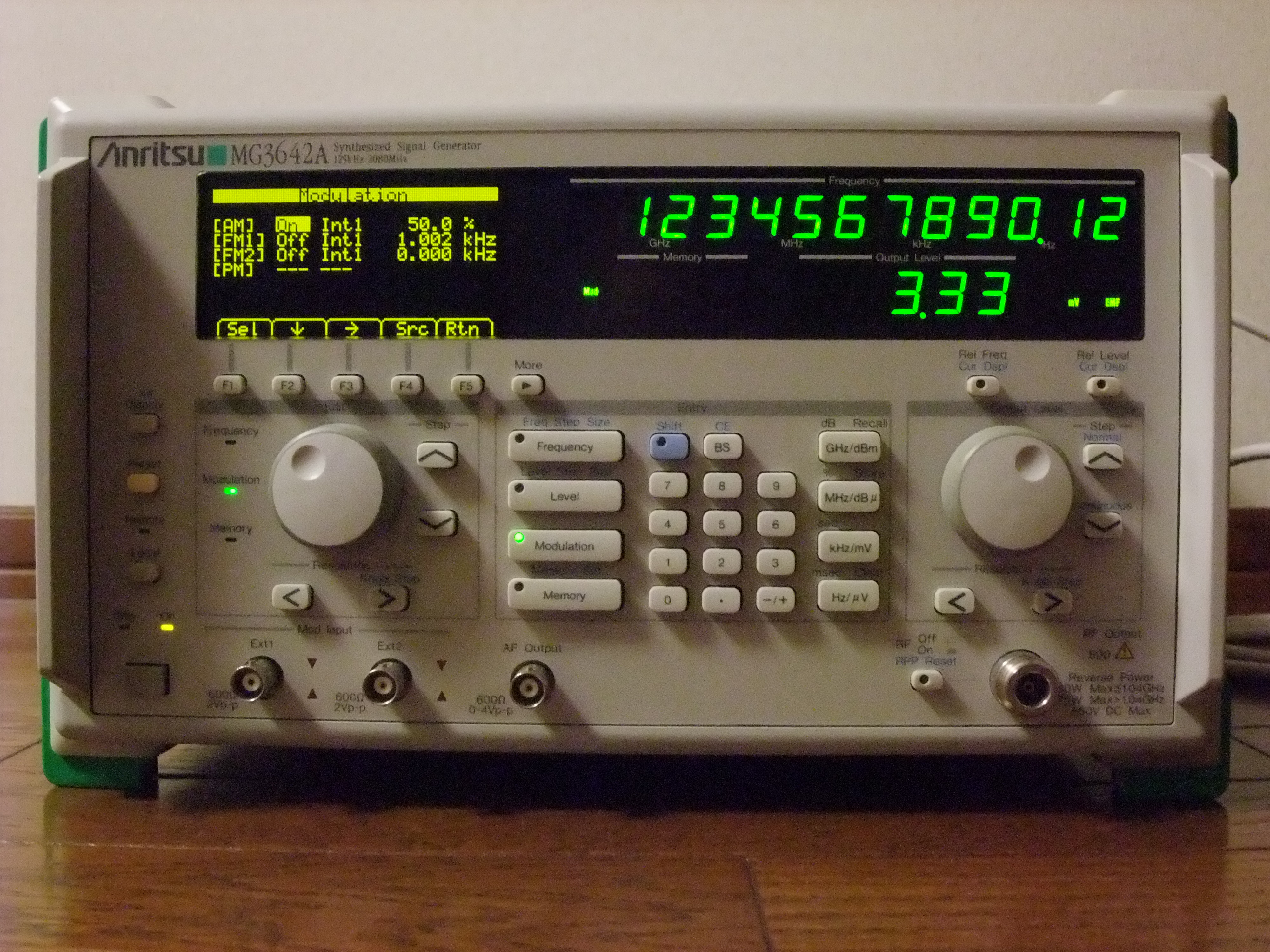
Anritsu MG3642A, generator de semnal sintetizat